# アルビン・オティエノ
アルビン・オティエノ（Alvin Otieno、1994年4月19日 - ）は、ケニアのラグビーユニオン選手。

## プロフィール
- ケニア出身。
- ポジションはウィング(WTB)。
- 身長 183cm、体重 94kg
- ニックネームはBuffa[2]。

## 略歴
2021年、東京五輪の7人制ケニア代表に選ばれた。